# Chacrinha
Chacrinha, de son véritable nom José Abelardo Barbosa de Medeiros, né le 30 septembre 1917 à Surubim (Pernambuco) et mort le 30 juin 1988 à Rio de Janeiro, est un animateur de télévision et de radio brésilien. Dans ses programmes, il crée une fonction particulière, les chacretes qui assistent le présentateur.

« À la télévision rien ne se crée, tout se copie ! »

— Chacrinha

## Biographie
Né à Surubim, dans l’État de Pernambuco le 30 septembre 1917, il a dix ans lorsque sa famille s'installe à Campinas. À dix-neuf ans, il s'inscrit à la Faculté de Médecine et rapidement il travaille à Rádio Clube de Pernambuco.
Durant la Seconde Guerre mondiale, il travaille comme speaker et comme percussionniste à Rádio Tupi, à Rio de Janeiro.  En 1943, il crée un programme de musiques pour le carnaval appelé Rei Momo na Chacrinha à Rádio Fluminense ; c'est à partir de ce moment qu'on commence à l'appeler Abelardo « Chacrinha » Barbosa.
Il commence à travailler à la télévision vers le début des années 1960 et en 1970 il est à la Rede Globo. Il travaille à la TV Bandeirantes en 1978, avant de retourner à la Rede Globo en 1982 avec le programme Cassino do Chacrinha du samedi après-midi.
Il reçoit dans ses programmes des personnalités comme Roberto Carlos, Paulo Sérgio ou encore Raul Seixas. À partir de 1970, il adopte un nouveau surnom, « Velho Guerriero » (Vieux Guerrier), d'après la chanson Aquele Abraço de Gilberto Gil.

### LesChacretes
Un des éléments importants du succès des programmes de Chacrinha  étaient les Chacretes, des chanteuses et danseuses exécutant des chorégraphies adaptées aux musiques des émissions de la soirée. Elles semblaient ingénues, mais elles avaient toutes une forte personnalité. Chacrinha leur donnait des surnoms curieux, comme Rita Cadillac (la plus connue), Índia Amazonense, Fátima Boa Viagem, Suely Pingo de Ouro, Fernanda Terremoto, etc.

### Le carnaval
Chaque année, dans ses programmes, il lançait une des chansons du carnaval de Rio. En 1987, il est appelé par l'École de samba Império Serrano à chanter la pièce Com a boca no mundo - Quem não se comunica se trumbica (Avec la bouche dans le monde - Celui qui ne communique pas reste très limité). La même année, il est fait docteur honoris causa de l'Université fédérale de Rio de Janeiro.
En 1988, il est atteint d'un cancer et il est remplacé dans les programmes par Paulo Silvino. Il meurt d'un infarctus, conséquence de son cancer, le 30 juin de la même année.